# Abricotine
Pour les articles homonymes, voir Abricotine (album) et Abricotine & Quality Street.
L'abricotine est le terme générique qui désigne une eau-de-vie d'abricots du Valais (Suisse). Ce terme est utilisé en Suisse, par extension, pour désigner tout type d'alcool à base d'abricot.

## Description
Une appellation d'origine protégée (AOP) a été enregistrée au Registre officiel suisse des appellations d'origine et des IGP, selon la décision du 6 novembre 2002 de l'Office fédéral de l'agriculture, modifiée par la décision du 27 mai 2014.  Cette AOP peut s'appeler Abricotine ou Eau-de-vie d’abricot du Valais.